# Tašlultum
Tašlultum je bila kraljica Akadskog Carstva kao supruga kralja Sargona. Bila je majka princeze Enheduane, kraljeva Rimuša i Maništušua te prinčeva Šu-Enlila i Ilaba'is-takala. Bila je baka Naram Sina i prabaka Šar-Kali-Šarrija.